# 보티프 교회
보티프 교회(독일어: Votivkirche)는 오스트리아 빈에 있는, 세계에서 가장 중요한 네오 고딕 양식의 건축물 중 하나이다.
1853년, 황제 프란츠 요제프 1세의 암살시도가 벌어진 후 황제의 동생인 대공 막시밀리아노 1세가 황제의 안위를 신께 감사하기 위하여 지었다. 오스트리아-헝가리 제국 전역에서 기금이 모금되었고 1879년, 황제와 황비의 은혼식을 기념하기 위하여 봉헌되었다.

## 역사

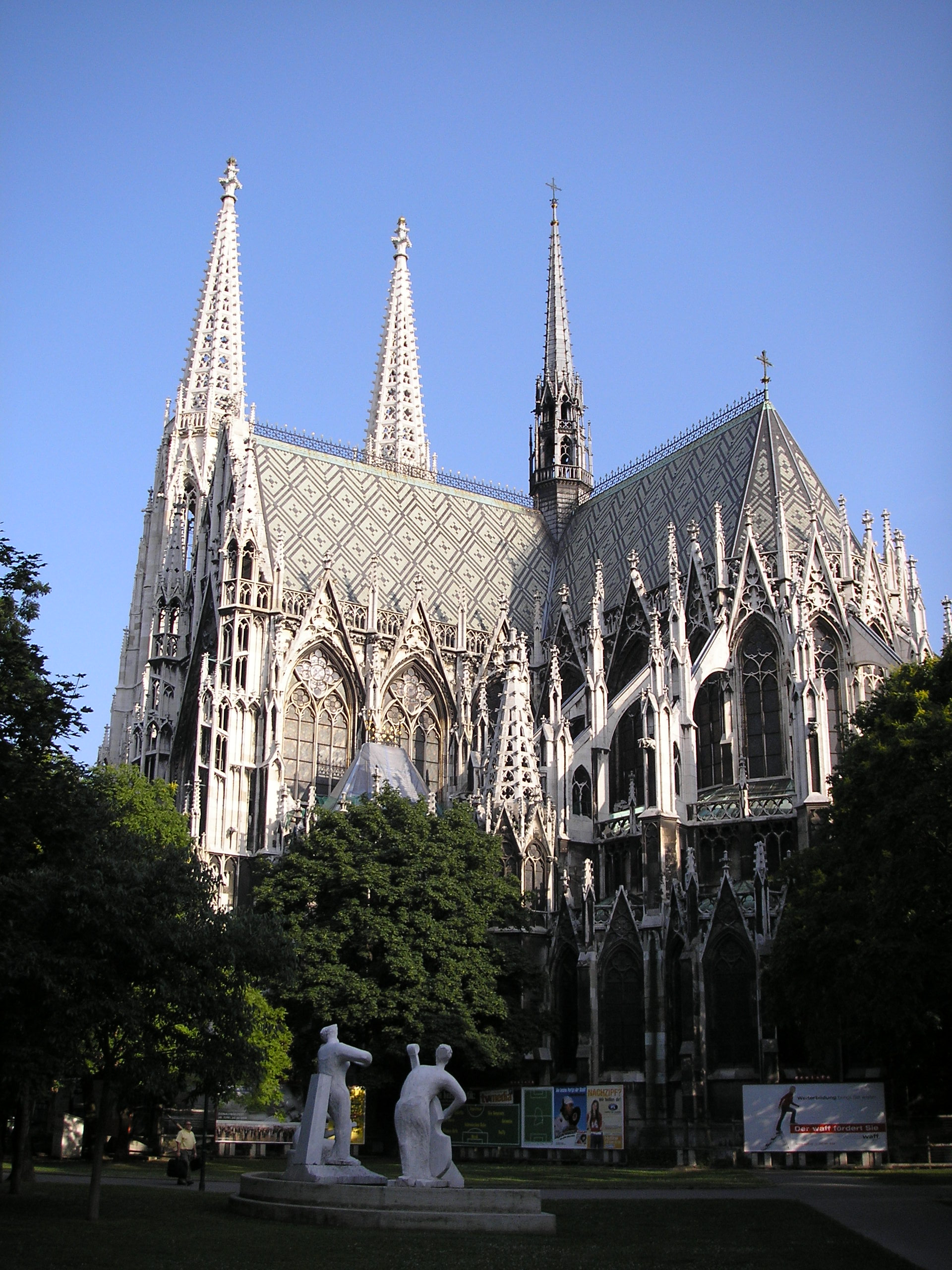
보티프 교회의 뒷 모습

당시의 건축 경쟁으로 1852년 4월 보티프 교회의 설립이 계획되었다. 오스트리아-헝가리 제국, 독일, 영국, 프랑스로부터 75개의 계획안이 제출되었고 임원회는 26살의 젊은 건축가인 하인리히 폰 훼르스텔의 건축안을 뽑았다. 그는 과거 프랑스 성당들의 건축양식을 적극 도입하여 네오 고딕 스타일의 교회를 만들고자 했고 이는 프랑스의 고딕 양식을 추종한 모방이라기보다는 오히려 새롭고 개별적인 고딕양식을 창출해냈다고 평가되고 있다.
공사는 1856년 시작되었고 26년뒤인 1879년 4월 24일 황실 부부의 은혼식 기념을 시작으로 봉헌되었다. 보티프 교회는 성 슈테판 성당과 같이 흰색 사암으로 만들어져 공기 오염, 산성비에 약해 변색되기 쉽고 낡기 쉬워 끊임없는 보수공사가 필요하다. 교회의 건축양식 때문에 많은 관광객들이 보티프 교회를 성 슈테판 성당으로 착각하는 일이 빈번하나 두 곳은 개관년도만 해도 700년 이상이 차이가 난다. 제2차 세계 대전 당시 큰 피해를 입은 보티프 교회는 광범위한 보수공사가 진행되기도 했다. 독일 슈파이어의 Gedächtniskirche 교회, 벨기에 오스텐더의 Sint-Petrus-en-Pauluskerk 교회가 보티프 교회의 건축양식을 본 따 만들어졌다.

## 갤러리

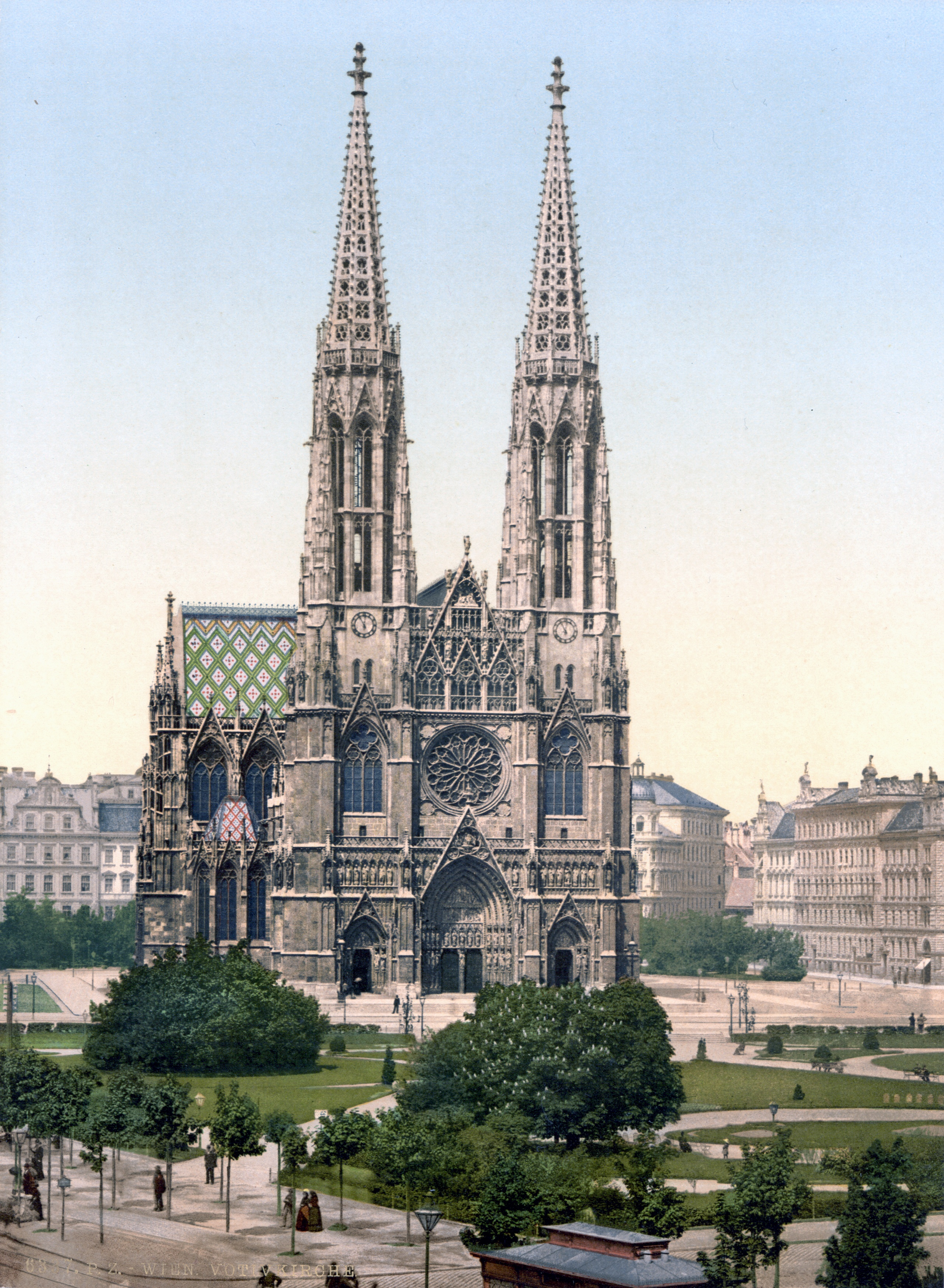
1900년 보티프성당 삽화
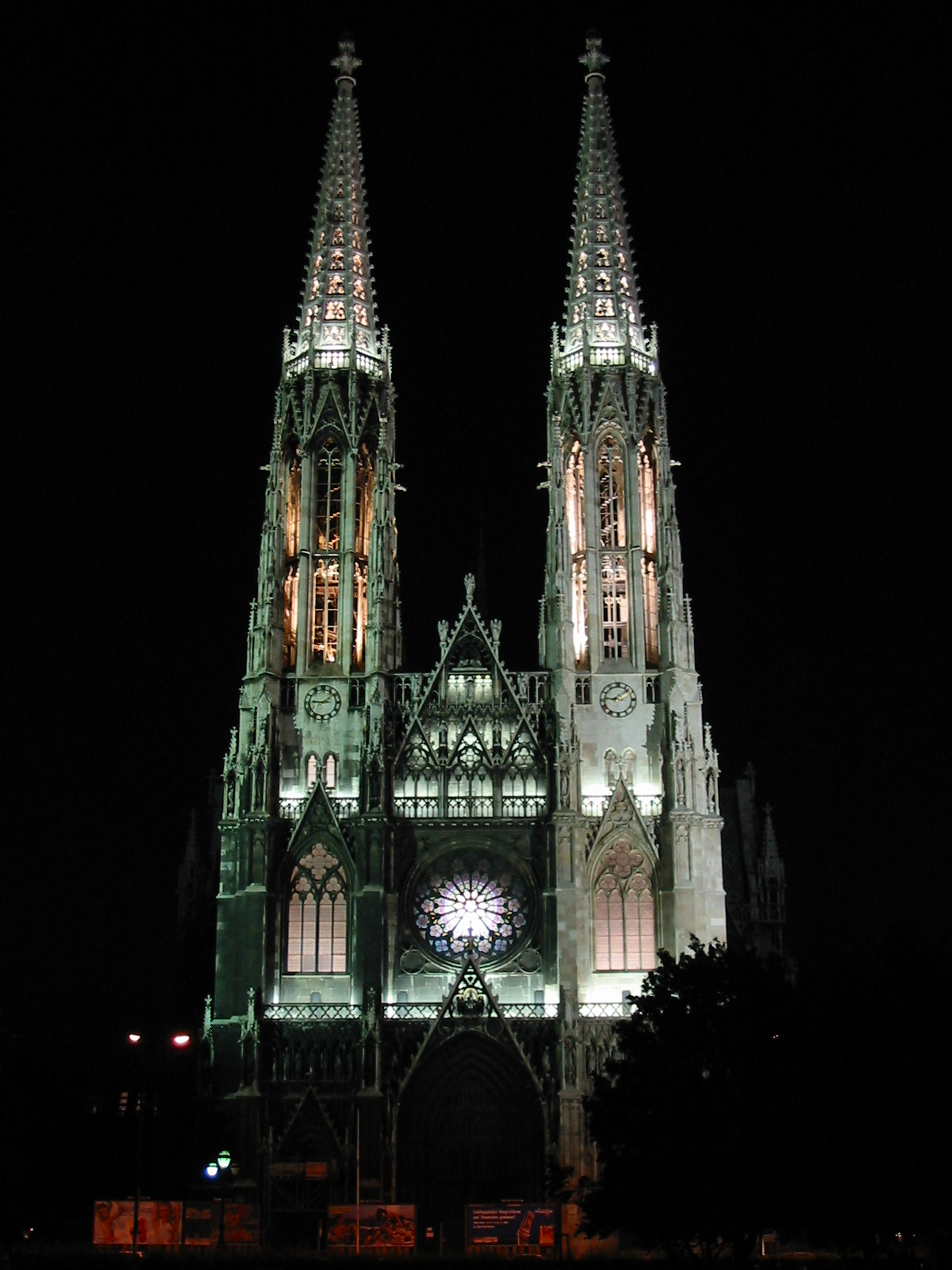
야경
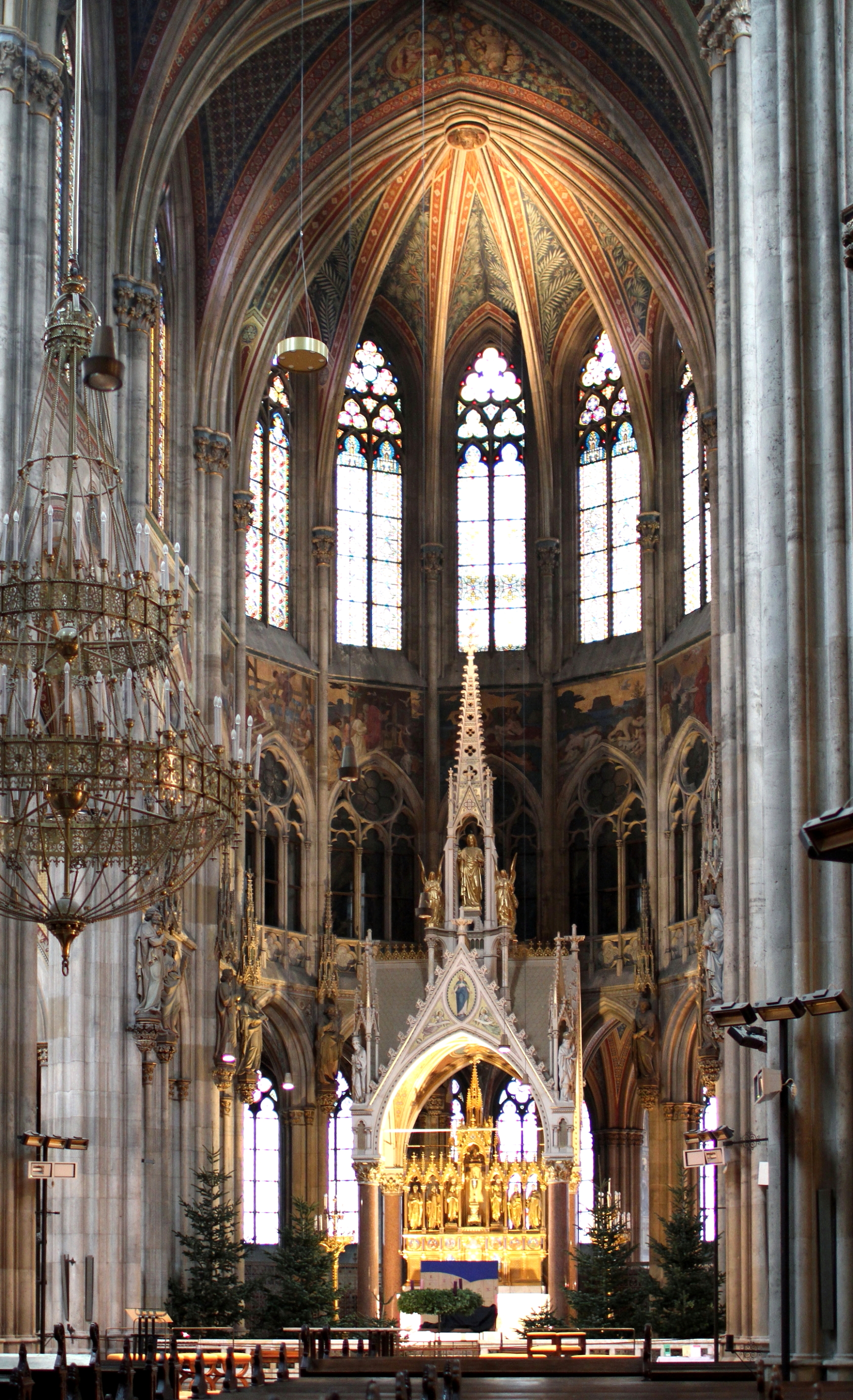
성가대 석
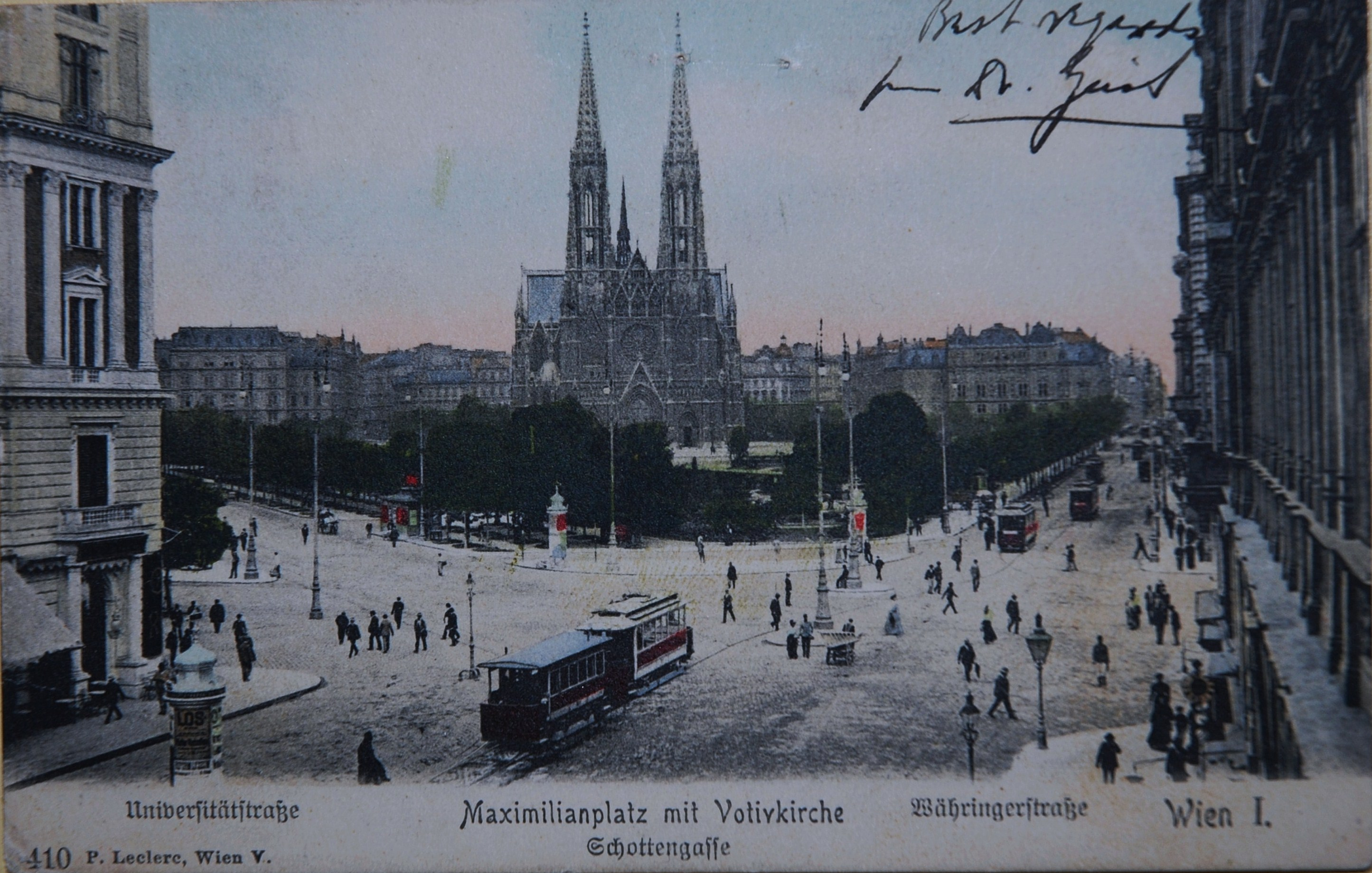
1900년 막시밀리안 길